# Nachhaltige Entwicklung

Venn-Diagramm der nachhaltigen Entwicklung am Schnittpunkt von drei Bereichen, den sogenannten „drei Säulen der nachhaltigen Entwicklung“.

Nachhaltige Entwicklung (englisch sustainable development) ist eine Entwicklung, die den Bedürfnissen der heutigen Generation entspricht, ohne die Möglichkeiten künftiger Generationen zu gefährden, ihre eigenen Bedürfnisse zu befriedigen. Dabei nimmt sie eine langfristige Perspektive ein und integriert ökologische, ökonomische und soziale Aspekte. Nachhaltige Entwicklung ist das Leitbild der internationalen Umwelt- und Entwicklungspolitik. Sie verknüpft den Begriff der Nachhaltigkeit, welcher erstmals 1713 von Hans Carl von Carlowitz in der Forstwirtschaft geprägt wurde, mit der Notwendigkeit von menschlicher Entwicklung.
Der Begriff etablierte sich in den 1980er Jahren, insbesondere aufgrund der 1983 von den Vereinten Nationen gegründeten Weltkommission für Umwelt und Entwicklung, welche 1987 den Brundtland-Bericht mit dem Titel Our Common Future ‚Unsere gemeinsame Zukunft‘ veröffentlichte. Heute ist das Prinzip der nachhaltigen Entwicklung auf nationaler, europäischer und weltweit rechtlich vielfach verankert. Der Begriff ist jedoch auch Gegenstand von Kritik, insbesondere von Seiten der wachstumskritischen Bewegung, für die der Begriff nach wie vor zu sehr mit dem des Wirtschaftswachstums verbunden ist, aber auch von Seiten derjenigen, die darin eine Wachstumsbremse sehen.
Siebzehn Ziele für nachhaltige Entwicklung wurden 2015 von den Vereinten Nationen (UN) definiert. Diese Ziele sind Teil der Agenda 2030, welche von den UN-Mitgliedstaaten verabschiedet wurde, um bis 2030 Armut zu beseitigen, den Planeten zu schützen und Wohlstand für alle zu sichern.

## Definition

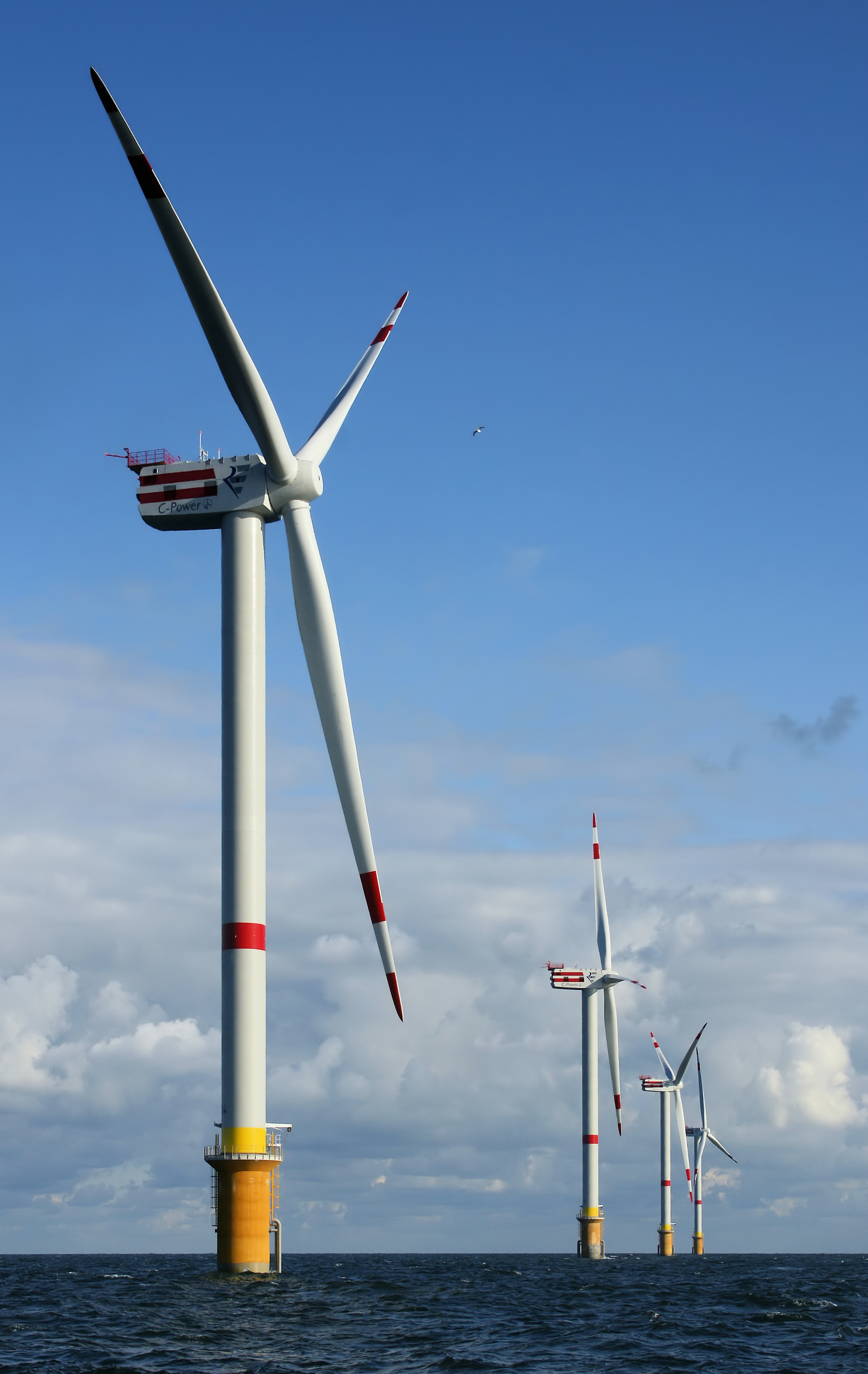
Die erneuerbare Ressource Wind treibt diese 5-MW-Windkraftanlage in einem Windpark 28 km vor der belgischen Küste an.

Die erste Definition von nachhaltiger Entwicklung erschien 1987 im Brundtland-Bericht, der von der Weltkommission für Umwelt und Entwicklung veröffentlicht wurde:

„Nachhaltige Entwicklung ist eine Entwicklung, die den Bedürfnissen der heutigen Generation entspricht, ohne die Möglichkeiten künftiger Generationen zu gefährden, ihre eigenen Bedürfnisse zu befriedigen. Zwei Schlüsselbegriffe sind wichtig:
- Der Begriff ‚Bedürfnisse‘, insbesondere der Grundbedürfnisse der Ärmsten der Welt, die die überwiegende Priorität haben sollten;
- der Gedanke von Begrenzungen, die der Stand der Technologie und sozialen Organisation auf die Fähigkeit der Umwelt ausübt, gegenwärtige und zukünftige Bedürfnisse zu befriedigen.“

Im Kern geht es um die Bedürfnisse und Entwicklungspotentiale der Menschen; und zwar sowohl innerhalb einer Generation als auch generationenübergreifend. Sofern es Generationenkonflikte gibt, müssen diese für eine nachhaltige Entwicklung in Einklang gebracht werden.
Im Brundtlandt-Bericht wird das Konzept der nachhaltigen Entwicklung auch unter dem Gesichtspunkt der Gerechtigkeit betrachtet. So soll einerseits im Rahmen der intragenerativen Gerechtigkeit eine faire Verteilung von Lebenschancen und Ressourcennutzung erreicht werden; andererseits soll durch intergenerative Gerechtigkeit die zukünftige Nutzung knapper Ressourcen auch für künftige Generationen sichergestellt werden. Demnach darf dauerhaftes wirtschaftliches Wachstum das Funktionieren von Ökosystemen nicht gefährden. In wirtschaftswissenschaftlicher Terminologie wurde formuliert, dass jede Generation lediglich die Zinsen – also den Zuwachs entsprechend der natürlichen Regenerationsrate – nutzen darf, während der Kapitalstock weder von den jetzigen noch von zukünftigen Generationen angegriffen werden solle.
Angesichts der ökologischen und sozialen Krise, die sich mittlerweile weltweit manifestiert (globale Erwärmung, Verknappung der natürlichen Ressourcen, Süßwasserknappheit, Annäherung an das Ölfördermaximum, Unterschiede zwischen Industrie- und Entwicklungsländern, Ernährungssicherheit, Entwaldung und drastischer Verlust der Biodiversität, Wachstum der Weltbevölkerung, Natur- und Industriekatastrophen), ist die nachhaltige Entwicklung eine Antwort aller Akteure (Staaten, Wirtschaftsakteure, Zivilgesellschaft), kultureller und sozialer Akteure der Entwicklung. Alle Tätigkeitsbereiche sind von der nachhaltigen Entwicklung betroffen: Landwirtschaft, Industrie, Wohnraum, Familienorganisation, aber auch Dienstleistungen (Finanzen, Tourismus usw.).
Zusammengefasst geht es darum, auf der Grundlage neuer universeller Werte (Verantwortung, ökologische Teilhabe und Gleichheit, Vorsorgeprinzip, freie Debatte) einen dualen Ansatz zu verfolgen:
- in der Zeit: Jeder Mensch hat das Recht, die Ressourcen der Erde zu nutzen, aber die Pflicht, ihren Fortbestand für zukünftige Generationen zu sichern;
- im Raum: Jeder Mensch hat das gleiche Recht auf die natürlichen Ressourcen der Erde (Grundsatz der universellen Bestimmung von Gütern).

## Drei Säulen: Umwelt, Soziales und Wirtschaft
Die Fachwelt unterscheidet üblicherweise zwischen drei Bereichen der Nachhaltigkeit, die umweltbezogen, sozial und wirtschaftlich sind. Für dieses Konzept sind mehrere Begriffe gebräuchlich.

Die Experten sprechen üblicherweise von drei Säulen, Dimensionen, Komponenten, Aspekten, Perspektiven oder Faktoren. Die drei Säulen wurden mit der Agenda 21 eingeführt und wurden auf der Konferenz der Vereinten Nationen über Umwelt und Entwicklung, dem sogenannten Erdgipfel von Rio, 1992 so definiert:

„Die Länder könnten Systeme zur laufenden Kontrolle und Evaluierung der Fortschritte in Richtung auf eine nachhaltige Entwicklung aufbauen, indem sie sich Indikatoren zu eigen machen, welche Veränderungen in der wirtschaftlichen, sozialen und Umweltdimension messen.“

Die Idee der Nachhaltigkeit mit drei Dimensionen ist die in der Literatur vorherrschende Interpretation. Sie wird durch eine Resolution bestätigt, die die Vereinten Nationen auf dem Weltgipfel 2005 verabschiedet haben:

„Wir bekräftigen, dass die Entwicklung selbst ein zentrales Ziel ist und dass die nachhaltige Entwicklung in ihren wirtschaftlichen, sozialen und ökologischen Aspekten ein Schlüsselelement des übergreifenden Rahmens der Tätigkeiten der Vereinten Nationen bildet.“

Das Ziel der nachhaltigen Entwicklung besteht darin, tragfähige Schemata zu definieren, die diese drei Aspekte menschlicher Aktivitäten miteinander in Einklang bringen: „drei Säulen“, die von den Gemeinschaften ebenso wie von den Unternehmen und Einzelpersonen berücksichtigt werden müssen. Das Ziel der Nachhaltigen Entwicklung ist es, Veränderungsprozesse in Gang zu bringen, die die Planetare Grenzen beachten und dafür institutionellen Rahmenbedingungen schaffen, die soziale und wirtschaftliche Aspekte dafür notwendigen Transformationsprozess angemessen berücksichtigen. Dazu werden geeignete Governance-Mechanismen benötigt.
Bei Unternehmen spricht man im Englischen auch von den 3 Ps, „People, Planet, Profit“ (Menschen, Planet und Profit), um diese drei Säulen zu bezeichnen: People für den sozialen Bereich, Planet für die Umwelt und Profit für die Wirtschaft. Sie werden mit dem Begriff der dreifachen Unternehmensleistung (triple bottom line auf Englisch) in Verbindung gebracht.
Die nichtfinanzielle Analyse der Unternehmensleistung stützt sich auf die beiden Säulen Umwelt und Soziales, zu denen eine weitere Säule hinzukommt, die für die Umsetzung von Strategien für eine nachhaltige Entwicklung unerlässlich ist: die Unternehmensführung. Diese drei Säulen bilden die Umwelt-, Sozial- und Governance-Kriterien (ESG), wobei die wirtschaftliche Säule durch die klassische Berichtswesen berücksichtigt wird.
Governance besteht daher in der Beteiligung aller Stakeholder (Bürger, Unternehmen, Verbände, gewählte Vertreter …) am Entscheidungsprozess; sie ist somit eine Form der partizipatorische Demokratie. So haben mehrere afrikanische Länder sozioökonomische Pläne verabschiedet, die die lokalen Gemeinschaften über autonome Produktionsmittel einbeziehen. In den Worten des Brundtland-Berichts (1987):

„Nachhaltige Entwicklung ist kein statischer Zustand von Harmonie, sondern ein Transformationsprozess, in dem die Nutzung der natürlichen Ressourcen, die Wahl der Investitionen und die Ausrichtung der technischen und institutionellen Veränderungen mit der Zukunft und den Bedürfnissen der Gegenwart in Einklang gebracht werden.“

## Geschichte

### Begriffsgeschichte

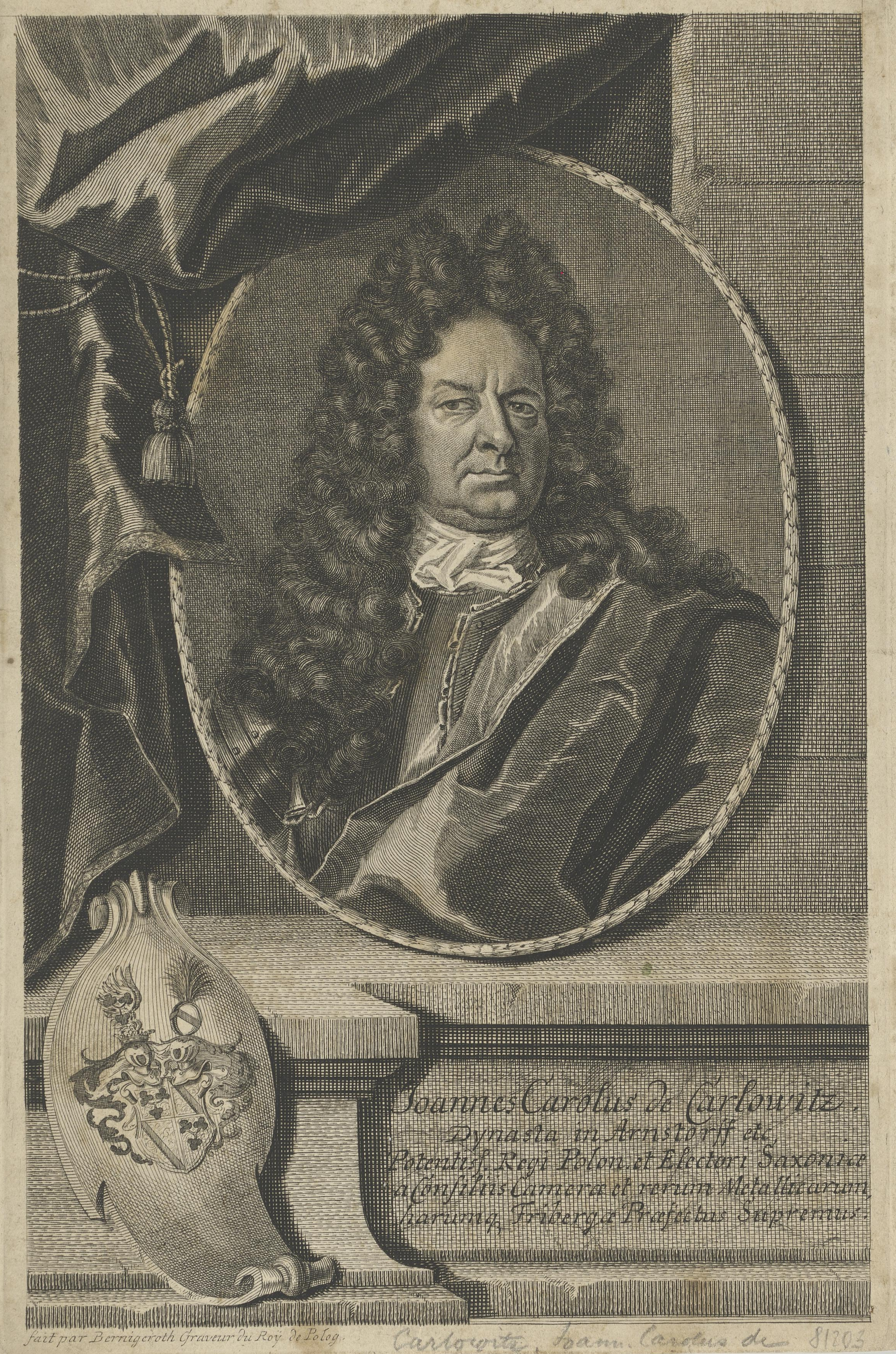
Hans Carl von Carlowitz, der die wahrscheinlich erste Definition der Nachhaltigkeit formulierte.

Der Begriff der Nachhaltigkeit wurde erstmals 1713 von Hans Carl von Carlowitz in der Forstwirtschaft eingeführt. Er formulierte damit das Prinzip, nach dem nicht mehr Holz gefällt werden darf, als jeweils in einem gegebenen Zeitraum nachwachsen kann. Auf die Gesamtwirtschaft wurde der Begriff erstmals im Jahr 1952 übertragen. In den Grundsätzen der Interparlamentarischen Arbeitsgemeinschaft für naturgemäße Wirtschaftsweise heißt es: „Mit den sich erneuernden Hilfsquellen muss eine naturgemäße Wirtschaft betrieben werden, so dass sie nach dem Grundsatz der Nachhaltigkeit auch noch von den kommenden Generationen für die Deckung des Bedarfs der zahlenmäßig zunehmenden Menschheit herangezogen werden können.“
Der Begriff fand später als sustainability Eingang in internationale Fachkreise. In der Zusammensetzung sustainable development – und damit auch in der neuen Bedeutung – taucht der Begriff erstmals in der 1980 veröffentlichten World Conservation Strategy und der Studie Global 2000 auf. Damit erweitert sich der Blick vom Konzept der Nachhaltigkeit hin zu den Veränderungsprozessen, die auf globaler, nationaler und regionaler Ebene, aber auch in Unternehmen und anderen Organisationen zu ergreifen sind, um die Lebensbedingungen auf dem Planeten dauerhaft so zu gestalten, dass die Bedürfnisse aller jetzt Lebenden sowie der künftigen Generationen in fairer Weise zu befriedigen sind.
Abgesehen von den früheren Verwendungen, hat die heutige Bedeutung des Begriffs der Nachhaltigen Entwicklung ihren hauptsächlichen Ursprung in der Brundtland-Definition von 1987. Sie stellt eine Kompromiss- bzw. Konsensformel dar, um die oft gegebenen Zielkonflikte zwischen Umweltschutz und Entwicklung (Wirtschaftswachstum, vor allem in den Ländern des Südens) in Einklang zu bringen. Eine wichtige Etappe in der Weiterentwicklung ist die Konferenz der Vereinten Nationen über Umwelt und Entwicklung 1992 in Rio de Janeiro. Davon ausgehend entwickelte sich die heute international akzeptierte Bedeutung von Nachhaltiger Entwicklung, welche in den 17 Zielen für Nachhaltige Entwicklung zum Ausdruck kommt, in die auch die Millenniums-Entwicklungsziele eingeflossen sind (etwa im Hinblick auf die Bekämpfung von Armut und Hunger sowie einer angemessenen Bildung).

### Meilensteine
Die Entstehung des Konzepts der nachhaltigen Entwicklung entstand am Ende des 20. Jahrhunderts. Die Meilensteine (Auswahl) zeigen die Vorgeschichte von den 70er Jahren (Begin der globalen Umweltkrise) bis in die Gegenwart.
Meilensteine 1970-1979
- 1972: Der Club of Rome veröffentlicht den Bericht Die Grenzen des Wachstums (englisch: the limits to growth), der im Auftrag des Club of Rome von einem Forscherteam des Massachusetts Institute of Technology verfasst wurde.[16]
- 1972: Auf der ersten Umweltkonferenz der Vereinten Nationen in Stockholm werden u. a. die Themen ökologische Entwicklung, Wechselwirkungen zwischen Ökologie und Wirtschaft sowie die Entwicklung der Länder des Südens und des Nordens erörtert. Er wird rückblickend als erster Erdgipfel bezeichnet und gilt als Beginn der internationalen Umweltpolitik.
- 1972: Gründung des Umweltprogramms der Vereinten Nationen (UNEP), einer Unterorganisation der Vereinten Nationen.
- 1979: Erste Weltklimakonferenz in Genf (Schweiz). Bei dieser Gelegenheit wird das Weltklimaprogramm ins Leben gerufen, für das die Weltorganisation für Meteorologie (WMO), das Umweltprogramm der Vereinten Nationen (UNEP) und der Internationale Rat der Wissenschaftlichen Unionen (ICSU) verantwortlich sind.

Meilensteine 1980-1989
- 1980: Die International Union for the Conservation of Nature veröffentlicht einen Bericht mit dem Titel World Conservation Strategy, in dem zum ersten Mal der Begriff „nachhaltige Entwicklung“, auftaucht.
- 1985: Wiener Übereinkommen zum Schutz der Ozonschicht.
- 1987: Die geltende Definition und das Konzept der nachhaltigen Entwicklung wird von der Weltkommission für Umwelt und Entwicklung (Brundtland-Bericht) vorgestellt.
- 1988: Der zwischenstaatliche Ausschuss für Klimaänderungen (IPCC) wird gegründet.
- Der erste Sachstandsbericht des Zwischenstaatlichen Ausschusses für Klimaänderungen (IPCC) beginnt, die internationale Gemeinschaft vor den Risiken der globalen Erwärmung aufgrund der Konzentration von Treibhausgasen in der Atmosphäre zu warnen.

Meilensteine 1990-1999
- 3. bis 14. Juni 1992: Dritte Konferenz der Vereinten Nationen über Umwelt und Entwicklung (Erdgipfel) in Rio de Janeiro. Der Begriff „nachhaltige Entwicklung“ wird festgeschrieben, und das Konzept beginnt, in den Medien einer breiten Öffentlichkeit bekannt zu werden. Verabschiedung des Übereinkommens über die biologische Vielfalt und Entstehung der Agenda 21.
- 1994: die deutsche Verfassung nimmt die nachhaltige Entwicklung als Staatsziel auf (Art. 20a GG)
- Übereinkommen der Vereinten Nationen zur Bekämpfung der Wüstenbildung;
- 1994: Erste lokale Umsetzungen durch die Lokale Agenda 21. Veröffentlichung der Aalborg-Charta über nachhaltige Städte auf europäischer Ebene;
- Weltbevölkerungskonferenz in Kairo.
- 1. September: Erster Weltgebetstag für die Bewahrung der Schöpfung;
- 1996: die vom Wuppertal Institut für Klima, Umwelt, Energie erstellte Studie Zukunftsfähiges Deutschland leistet einen bis heute nachwirkenden Diskussionsbeitrag zum Thema Nachhaltige Entwicklung
- 1.-12. Dezember: Dritte UN-Klimakonferenz in Kyoto, auf der das gleichnamige Protokoll ausgearbeitet wird.
- 1999: die Schweizer Bundesverfassung nimmt die nachhaltige Entwicklung als Staatsziel auf (Art. 2).

Meilensteine 2000-2009
- 2000: In Den Haag wird von internationalen Organisationen eine Erd-Charta beschlossen.
- 2000: Die Vereinten Nationen verabschieden die Millenniums-Entwicklungsziele.
- 2000: Der von Kofi Annan auf dem Weltwirtschaftsforum ins Leben gerufene Global Compact der Vereinten Nationen bekräftigt die „gesellschaftliche Verantwortung der Unternehmen“ in Bezug auf Korruption, Arbeitsbedingungen und Menschenrechte.
- 21. Februar 2001: die deutsche Bundesregierung beruft einen Rat für Nachhaltige Entwicklung ein
- 2001: die Nachhaltigkeitswissenschaft wird auf dem Kongress „Challenges of a Changing Earth“ begründet.
- 2002: (26. August bis 4. September) : Weltgipfel für nachhaltige Entwicklung (Johannesburg-Gipfel);
- 2002 Über 100 Staatschefs ratifizieren einen Vertrag, der zur Erhaltung der natürlichen Ressourcen und der biologischen Vielfalt Stellung bezieht.
- 30. Januar 2004: erstmals wird im Deutschen Bundestag der Parlamentarische Beirat für nachhaltige Entwicklung (PBnE) eingesetzt
- die United Cities and Local Governments verabschieden die Kulturagenda 21, die die Prinzipien der nachhaltigen Entwicklung mit der Kulturpolitik verknüpft;
- 2005: Inkrafttreten des Kyoto-Protokolls zur Reduzierung der Treibhausgasemissionen in der Europäischen Union;
- 2006: Veröffentlichung des Stern-Reports über die wirtschaftlichen Folgen des Klimawandels, ein Bericht des britischen Ökonomen Nicholas Stern für die Regierung des Vereinigten Königreichs über die ökonomischen Auswirkungen der globalen Erwärmung.
- 2009:UN-Klimakonferenz in Kopenhagen 2009.
- 2009: Der Grundlagenvertrag der Europäischen Union nimmt nachhaltige Entwicklung als Ziel auf.

Meilensteine 2010-2019
- 2010: UN-Klimakonferenz in Cancún 2010;
- 2010: COP 10 über die biologische Vielfalt in Nagoya.
- 20. bis 22. Juni 2012: Dritter Erdgipfel in Rio (Brasilien) auch Rio+20 genannt; die offizielle Bezeichnung lautet Konferenz der Vereinten Nationen über nachhaltige Entwicklung;
- 21. April: Gründung der Zwischenstaatlichen Plattform für Biodiversität und Ökosystem-Dienstleistungen (IPBES).
- 18. Juni 2015: Veröffentlichung der Enzyklika Laudato si' von Papst Franziskus „Über die Sorge für das gemeinsame Haus“; Franziskus greift die ökologische Frage auf und schlägt einen Ansatz vor, der auf einer integralen Ökologie basiert;
- 1. September bis 4. Oktober: Ökumenischer Weltgebetstage für die Bewahrung der Schöpfung;
- 25. September: Die Vereinten Nationen veröffentlichen die Ziele für nachhaltige Entwicklung als Nachfolger der Millenniumsentwicklungsziele; die Agenda 2030 folgt auf die Agenda 21.
- 28. und 29. November: Erster globale Klimastreik;
- 30. November bis 12. Dezember: UN-Klimakonferenz in Paris 2015 (COP21);
- 15. Oktober 2016: Kigali-Änderung, das den schrittweisen Ausstieg aus der Verwendung von Gasen des Typs Fluorkohlenwasserstoffe (HFC) vorsieht.
- Januar 2017 : die deutsche Bundesregierung verabschiedet die aktuelle Nachhaltigkeitsstrategie Deutschlands[17] – darin sind die deutschen Ziele zu allen 17 „Sustainable Development Goals“ (SDG)s festgelegt.[18]

Meilensteine 2020-heute
- 1. Juni: Die USA beschließen, aus dem Pariser Klimaabkommen auszusteigen.
- 2021 bis 2023: Sechster Sachstandsbericht des IPCC.
- November 2022: Der Rat der Europäischen Union gibt endgültig grünes Licht für die Richtlinie hinsichtlich der Nachhaltigkeitsberichterstattung von Unternehmen (CSRD)
- 11. Dezember: Die Europäische Kommission stellt den europäischen Green Deal vor, der darauf abzielt, Europa bis 2050 klimaneutral zu machen.
- 4. Oktober 2023: Anlässlich des Festes des Heiligen Franz von Assisi, das die Schöpfungszeit beendet, und im Vorfeld der UN-Klimakonferenz in Dubai 2023 (COP 28) veröffentlicht Papst Franziskus eine Fortsetzung der Enzyklika Laudato si', die Apostolische Exhortation Laudate Deum.

## Herausforderungen

### Ökologische und soziale Krise

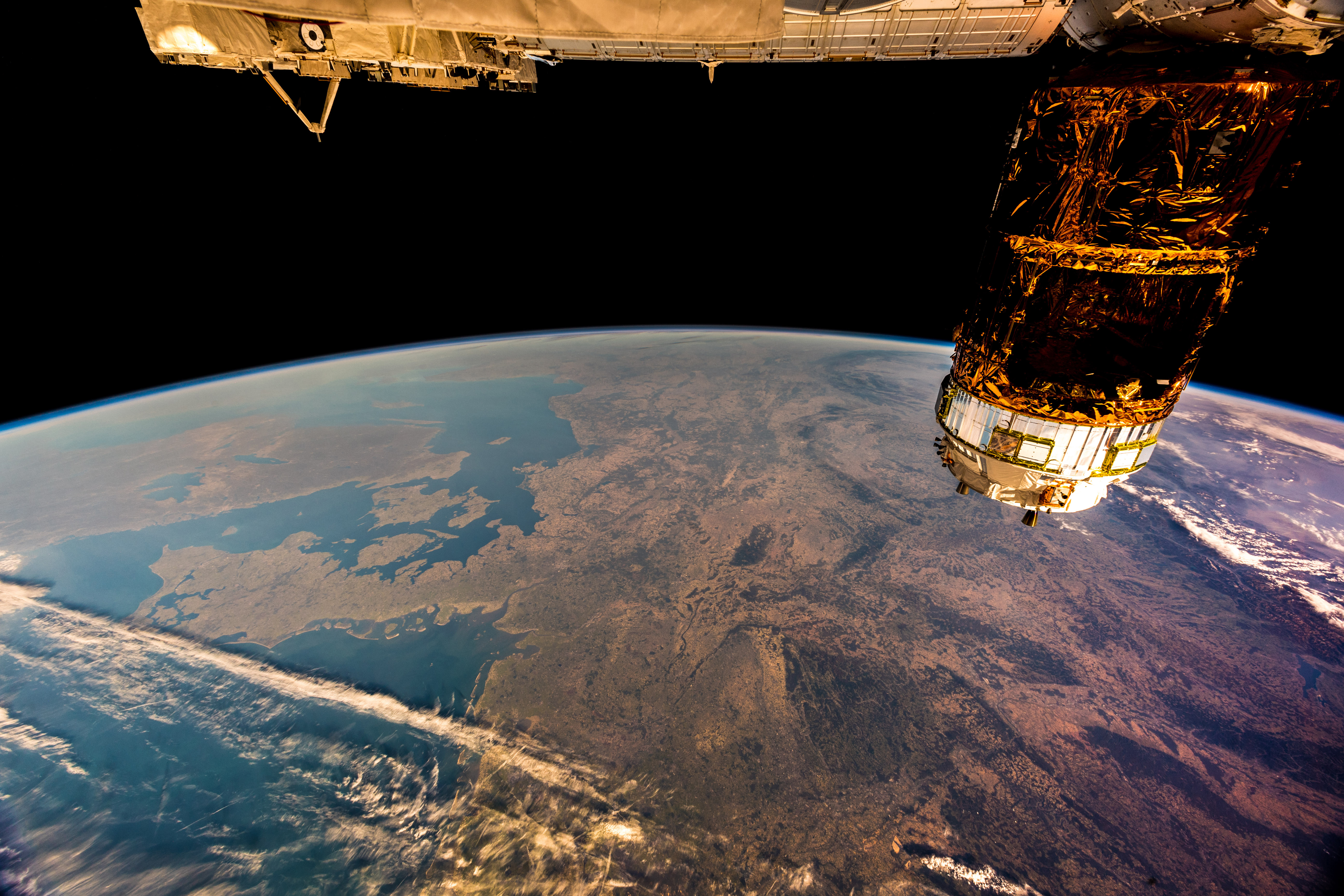
Entwaldung in Europa

Die industrielle Revolution des 19. Jahrhunderts führte vor allem wirtschaftliche Wachstumskriterien ein, wobei das wichtigste leicht-messbare Kriterium dabei das Bruttoinlandsprodukt war, dessen Ursprung auf die 1930er Jahre zurückgeht. Es wird oft als Indikator für den Wohlstand eines Landes gesehen.
Seit den Ölpreiskrisen von 1973 und 1979 ist den Industrieländern bewusst geworden, dass ihr materieller Wohlstand auf der intensiven Nutzung endlicher natürlicher Ressourcen beruhte und dass neben wirtschaftlichen und sozialen Aspekten ein dritter Aspekt bisher vernachlässigt worden war: die Umwelt (wie im Beispiel der Umweltauswirkungen des Straßenverkehrs). Für einige Experten ist das Modell der industriellen Entwicklung aus ökologischer Sicht nicht tragfähig oder nachhaltig, da es keine „Entwicklung“ ermöglicht, die von Dauer sein kann. Die entscheidenden Punkte, die für diese Behauptung sprechen, sind die Erschöpfung der natürlichen Ressourcen (Rohstoffe, fossile Energieträger für den Menschen), die Verknappung der Süßwasserressourcen, welche die Landwirtschaft beeinträchtigen kann, die Zerstörung und Fragmentierung der Ökosysteme, insbesondere die Entwaldung, die sich in der Zerstörung der tropischen Wälder (Amazonas-Regenwald, Wald im Kongobecken, indonesischer Regenwald) äußert, sowie der Rückgang der Artenvielfalt, der die Resilienz des Planeten verringert.
Vor allem aber könnte sich die globale Erwärmung aufgrund der menschlichen Treibhausgasemissionen, noch beschleunigen, weil der Permafrostboden tauen könnte, wobei beträchtliche Mengen an Treibhausgasen (CO2 und vor allem Methan) freigesetzt würden, was das Überleben der Menschheit gefährden könnte. In den letzten Jahrzehnten hat sich der Klimawandel immer weiter beschleunigt. Da unsere Zivilisation bei der Optimierung des Energieverbrauchs und der Bekämpfung des Klimawandels „alles auf Technologie“ setzt, greift sie verstärkt auf Metalle zurück, die man nicht gut wiederverwerten kann. Die Verknappung dieser Ressourcen könnte zu einer globalen Herausforderung werden, ebenso wie die Verknappung des Erdöls.

Pro Kopf CO_{2}-Emissionen für die Lebensmittelproduktion

Zum Problem der Lebensfähigkeit der Menschheit auf dem Planeten kommt ein Gerechtigkeitsproblem hinzu: Die Armen leiden am meisten unter der Umwelt- und Klimakrise, und es ist zu befürchten, dass der Wunsch der am wenigsten entwickelten Länder und Entwicklungsländer nach Wachstum hin zu einem ähnlichen Wohlstandszustand wie die hoch entwickelten Länder, eine noch größere und schnellere Verschlechterung des menschlichen Lebensraums und der Biosphäre mit sich bringt. Wenn beispielsweise alle Staaten der Erde den American Way of Life übernehmen würden (der für 5 % der Bevölkerung fast 25 % der Ressourcen der Erde verbraucht), bräuchte man laut der Umweltorganisation WWF fünf Planeten, um die Bedürfnisse aller Menschen zu befriedigen.
Aufgrund der durch die globale Erwärmung verursachten Katastrophen – Wirbelstürme, Anstieg des Meeresspiegels, Mega-Waldbrände, wiederkehrende Dürren oder Wüstenbildung – werden Millionen von Menschen aus ihren Dörfern vertrieben und sind gezwungen, vorübergehend oder dauerhaft ihre Heimat zu verlassen, wobei sie ihre Häuser, Herden und Ernten verlieren. Diese Flüchtlinge – oder besser gesagt Klimavertriebene, da die meisten von ihnen keine Grenzen überschreiten – waren laut der in Genf ansässigen Beobachtungsstelle für Binnenvertriebene (IDMC) 2019 weltweit 4,4 Millionen, 2020 7 Millionen, 2021 6 Millionen und 2022 8,7 Millionen.
Da die derzeitige Entwicklung nicht erneuerbare Ressourcen verbraucht und angesichts der Priorität die kurzsichtigen Unternehmenszielen wie der Eigenkapitalrendite eingeräumt wird, als sehr ressourcenintensiv und ungerecht empfunden wird, wurde über eine neue Art der Entwicklung nachgedacht, die als „nachhaltige Entwicklung“ bezeichnet wird.

### Verantwortung gegenüber zukünftigen Generationen
Der deutsche Philosoph Hans Jonas hat den Begriff der nachhaltigen Entwicklung in seinem Buch „Das Prinzip Verantwortung“ (1979) erstmals theoretisch erläutert. Seiner Meinung nach gibt es eine Pflicht zur Existenz künftiger Generationen, die durch die heutige Form des technische Fortschritt, in Frage gestellt werden könnte. Es geht also darum, dass die heutigen Generationen nicht bloß die Rechte der zukünftigen Generationen beachten müssen, sondern verpflichtet sind ihre Existenz sicherzustellen.

„Handle so, dass die Wirkungen deiner Handlung verträglich sind mit der Permanenz echten menschlichen Lebens auf Erden. Oder negativ ausgedrückt: Handle so, dass die Wirkungen deiner Handlung nicht zerstörerisch sind für die künftige Möglichkeit solchen Lebens.“

Das Problem der nachhaltigen Entwicklung stellt sich also nicht nur aus der Perspektive der Rechte, sondern auch aus der Perspektive der Pflichten und Verpflichtungen.

### Philosophische und ethische Fragen

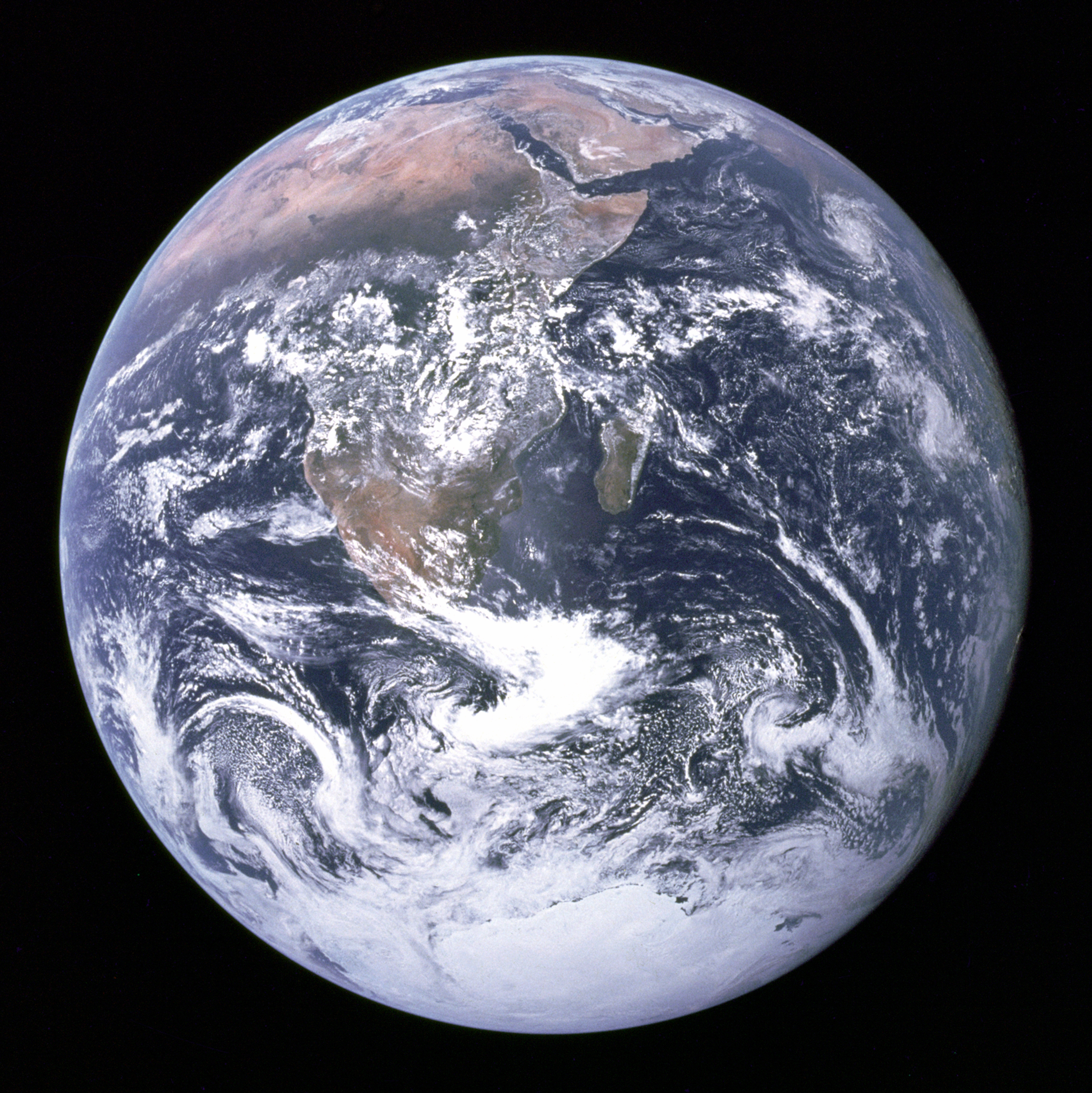
Der blaue Planet: Das Foto der Erde, das die Besatzung der Apollo 17 während ihrer Reise zum Mond aufnahm, macht dem Menschen bewusst, dass unser Planet zerbrechlich ist und geschützt werden muss.

Die wesentlichen Aspekte der nachhaltigen Entwicklung, d. h. die Kapazitäten des Planeten und die Ungleichheiten beim Zugang zu Ressourcen werfen philosophische und ethische Fragen auf.
Hans Jonas vertrat die Ansicht, dass das Wirtschaftsmodell des Westens langfristig nicht tragfähig sein könnte, wenn es nicht umweltfreundlicher wird. In der Tat stellte Jonas die Idee einer Pflicht gegenüber zukünftigen Wesen, den potenziellen und „verletzlichen“ Leben, die wir bedrohen, auf und er gibt dem Menschen eine Verantwortung. Seitdem ist das eines der wichtigsten Themen der Naturphilosophie, die nach dem Platz des Menschen in der Natur fragt. So beschreibt Michel Serres 1987 den Menschen als Unterzeichner eines Vertrags mit der Natur, der die Pflichten der Menschheit gegenüber der Natur anerkennt. Im Gegensatz dazu betont der Philosoph Luc Ferry in Die neue ökologische Ordnung, dass der Mensch keinen Vertrag mit der Natur schließen kann, und ist der Ansicht, dass die Position, der Natur Rechte zu verleihen, Teil einer radikalen Revolution gegen die Aufklärung ist, und mit einem ausgeprägten Antihumanismus einhergeht.
Der französische Philosoph Michel Foucault geht diese Fragen auf der erkenntnistheoretischen Ebene an. Er spricht von Veränderungen der Weltanschauung, die sich in verschiedenen Epochen der Geschichte vollziehen. Diese Weltanschauungen mit den dazugehörigen Vorstellungen bezeichnet er als Episteme. Nach Ansicht einiger Experten entspräche die nachhaltige Entwicklung einem neuen wissenschaftlichen Paradigma im Sinne von Thomas Kuhn. Der Begriff der nachhaltigen Entwicklung wird in der Literatur als ein „neues wissenschaftliches Paradigma“ bezeichnet.
Der amerikanische Umwelt-Analytiker Lester R. Brown sagt, dass wir eine ähnliche Umwälzung wie die kopernikanische Wende in unserem Weltbild brauchen, in der Art und Weise, wie wir die Beziehung zwischen dem Planeten und der Wirtschaft betrachten: „Diesmal geht es nicht darum, welche Himmelskugel sich um die andere dreht, sondern darum, ob die Umwelt ein Teil der Wirtschaft oder die Wirtschaft ein Teil der Umwelt ist“.

### Drei Arten von Akteuren
Die Berücksichtigung der Herausforderungen einer nachhaltigen Entwicklung erfordert ein System, an dem drei Arten von Akteuren beteiligt sind: der Markt, der Staat und die Zivilgesellschaft:
- Die Marktakteure sind die Unternehmen;
- staatliche Akteure sind Behörden, auf globaler Ebene und auf der Ebene jedes großen Wirtschaftsraums (Europäische Union …), auf nationaler und auf regionaler Ebene (Bundesländer, Landkreise, Gemeinden);
- Akteure der Zivilgesellschaft sind Vertreter von Verbänden und Nichtregierungsorganisationen.

### Bedürfnisse der heutigen und zukünftigen Generationen
Die klassische Definition von nachhaltiger Entwicklung stammt aus dem Brundtland-Bericht der Weltkommission für Umwelt und Entwicklung. In diesem Bericht findet sich ein berühmtes Zitat: „Wir haben die Erde nicht von unseren Eltern geerbt – sondern von unseren Kindern geliehen.“ Der Bericht betont die Notwendigkeit, die Vielfalt der Gene, der Arten und aller natürlichen Land- und Wasserökosysteme zu schützen, und zwar insbesondere durch Maßnahmen zum Schutz der Umweltqualität, durch die Wiederherstellung, Gestaltung und Erhaltung der für die Arten wesentlichen Lebensräume sowie durch ein nachhaltiges Management der Tier- und Pflanzenpopulationen.
Die Erhaltung der Umwelt muss mit der „Befriedigung der Grundbedürfnisse in Bezug auf Beschäftigung, Ernährung, Energie, Wasser und Hygiene“ einhergehen. Die Schwierigkeit besteht darin, die Bedürfnisse der heutigen Generationen und die Bedürfnisse künftiger Generationen zu definieren. In diesem Zusammenhang wurde die nachhaltige Entwicklung in die Millenniums-Entwicklungsziele aufgenommen, die im Jahr 2000 von 193 Mitgliedstaaten der Vereinten Nationen angenommen wurden (Ziel 7: Gewährleistung einer nachhaltigen menschlichen Umwelt).
Um den heutigen Bedarf zu decken, ohne dabei auf eine nicht nachhaltige Nutzung nicht erneuerbarer Ressourcen zurückzugreifen, wurde ein Drei-Punkte-Szenario vorgeschlagen, das insbesondere von Vereinigungen wie Negawatt im Energiebereich vorgeschlagen wurde:
- Suffizienz (sparsam eingesetzte Techniken) ;
- Effizienz (leistungsfähigere Techniken) ;
- Nutzung erneuerbarer Ressourcen (z. B.: Sonnenenergie oder Windkraftanlagen durch Projekte zur Elektrifizierung des ländlichen Raums).

Das Kulturelle Erbe muss ebenfalls erhalten werden: Da es von Generation zu Generation weitergegeben wird und eine große Vielfalt aufweist, hat die UNESCO die Aufgabe, das sogenannte immaterielle Kulturerbe bewahren. Kultur im weiteren Sinne wird dabei allmählich zu einem vierten Pfeiler der nachhaltigen Entwicklung.

### Globale Ungleichheit

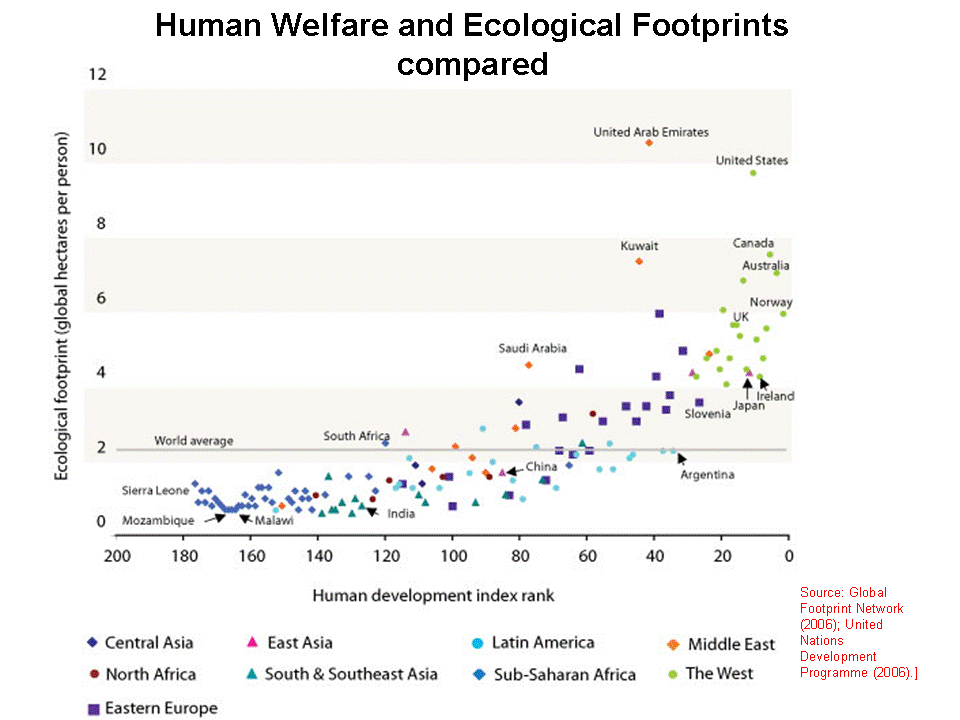
Ökologischer Fußabdruck verschiedener Länder relativ zu ihrem Index der menschlichen Entwicklung (2007, englisch)

Der Ressourcenverbrauch und die Abfallproduktion sind sehr ungleich über den Planeten verteilt, wie eine Karte des ökologischen pro Kopf Fußabdrucks der Länder der Welt zeigt. Der ökologische Fußabdruck ist in einigen Ländern des Nahen Ostens am größten und kann 8 gha (globale Hektar) pro Kopf übersteigen (Katar, Vereinigte Arabische Emirate, Bahrain, Kuwait), in Nordamerika (ca. 8 gha/Einwohner in den USA) und in Europa, während er in einigen afrikanischen Ländern unter 1 gha/Einwohner liegen kann; der globale Durchschnitt liegt bei 2,6 gha/Einwohner. Dennoch trifft die Verschlechterung der Umwelt und der Gesellschaft die am wenigsten entwickelten Länder der Welt in besonderer Weise: „Sowohl die allgemeine Erfahrung des alltäglichen Lebens als auch die wissenschaftliche Untersuchung zeigen, dass die schwersten Auswirkungen all dieser Umweltverletzungen von den Ärmsten erlitten werden.“ Das bedeutet, dass die Menschen in den am wenigsten entwickelten Ländern am meisten unter den Folgen der Umweltzerstörung leiden. Dies führt zu ernsthaften Problemen der Umweltgerechtigkeit.
So wirkt sich die Ungleichheit auf ganze Länder aus, was dazu zwingt, über eine Ethik der internationalen Beziehungen nachzudenken. Die Unterschiede im Lebensstil und in der Nutzung natürlicher Ressourcen führen dazu, dass man von einer ökologischen Schuld zwischen den Industrieländern und den Ländern des Südens spricht. In seiner Enzyklika Laudato si' „Über die Sorge für das gemeinsame Haus“ betont Papst Franziskus die Notwendigkeit, „auf die verschiedenen kulturellen Reichtümer der Völker, auf Kunst und Poesie, auf das innerliche Leben und auf die Spiritualität zurückzugreifen“, um die Probleme der Ungleichheit anzugehen.

## Prinzipien

### Grundsätze (Rio, 1992)
Mit dem Erdgipfel (UNCED) vom 3. bis 14. Juni 1992 in Rio de Janeiro (Brasilien) wurde nachhaltige Entwicklung als normatives, internationales Leitprinzip der Staatengemeinschaft, der Weltwirtschaft, der Weltzivilgesellschaft sowie der Politik anerkannt und als Grundprinzip der Rio-Deklaration und der Agenda 21 verankert. Im Zentrum des Erdgipfels standen im Prinzip alle Lebensbereiche, insbesondere die Neuausrichtung von Produktion und Konsum in Richtung Nachhaltigkeit in den Industrieländern, sowie die Bekämpfung der Armut in den Entwicklungsländern.
Nachhaltige Entwicklung beruht auf dabei auf 27 Grundprinzipien, wozu auf dem Erdgipfel von Rio (1992) zwei zentrale Dokumenten beschlossen wurde:
- die Rio-Erklärung über Umwelt und Entwicklung (27 Grundsätze)[41]
- die Agenda 21[42]

Seit 1992 etablierte sich das Leitbild der nachhaltigen Entwicklung sowohl in der globalen als auch in der europäischen und deutschen Politik. Im Jahr 2002 beschloss Deutschland seine erste nationale Nachhaltigkeitsstrategie.

### Umsetzung in Deutschland
Da die Grundsätze der Erklärung von Rio nicht rechtlich bindend sind, wurden sie von den einzelnen Staaten und Organisationen unterschiedlich übernommen. In Deutschland wurden sie im Rahmen der nationalen Nachhaltigkeitsstrategie umgesetzt.
Die deutsche nationale Nachhaltigkeitsstrategie enthält sechs sogenannte „Prinzipien einer nachhaltigen Entwicklung“:
1. Nachhaltige Entwicklung als Leitprinzip konsequent in allen Bereichen und bei allen Entscheidungen anwenden
2. Global Verantwortung wahrnehmen
3. Natürliche Lebensgrundlagen erhalten
4. Nachhaltiges Wirtschaften stärken
5. Sozialen Zusammenhalt in einer offenen Gesellschaft wahren und verbessern
6. Bildung, Wissenschaft und Innovation als Treiber einer nachhaltigen Entwicklung nutzen

## Ziele

### Langfristige Ziele
Die Einbeziehung der Umweltbelange und der Bedürfnisse künftiger Generationen erfordert einen Ökosystemansatz, der auf 12 Managementprinzipien beruht, die auf dem 5. Treffen der Vertragsparteien des Übereinkommens über die biologische Vielfalt (CBD) im Jahr 2000 verabschiedet wurden. Gemäß dem achten Grundsatz sollten insbesondere langfristige Ziele gesetzt werden:

„Ziele des Ökosystemmangements sollten Langzeitziele sein, wobei die sich verändernden zeitlichen Skalen und Randeffekte, die ökosystemare Prozesse charakterisieren, beachtet werden müssen.“

Für Michel Rocard, der als französischer Botschafter für die internationalen Verhandlungen über den Arktis- und Antarktis-Pol zuständig war, „fährt uns das kurzfristige Denken gegen die Wand“.

### Ziele der Vereinten Nationen für nachhaltige Entwicklung

Logo der UN für die Ziele für nachhaltige Entwicklung

Als Nachfolger der Millenniums-Entwicklungsziele (2000) wurden die Ziele für nachhaltige Entwicklung (SDGs) im August 2015 von den Vereinten Nationen verabschiedet. Es handelt sich dabei um eine Liste von 17 Zielen, die alle Aspekte menschlichen Handelns abdecken. Jedes Ziel wird von mehreren Zielen und mehreren Umsetzungszielen (Unterzielen) begleitet. Insgesamt gibt es 169 Ziele, die allen engagierten Ländern gemeinsam sind und die sich mit den globalen Herausforderungen befassen, denen sich die Menschheit stellen muss, darunter Armut, Ungleichheit, Klima, Umweltzerstörung, Wohlstand, Frieden und Gerechtigkeit.
Die Kurztitel der 17 Ziele lauten: Keine Armut (SDG Nr. 1), Kein Hunger (SDG Nr. 2), Gesundheit und Wohlergehen (SDG Nr. 3), Hochwertige Bildung (SDG Nr. 4), Geschlechter-Gleichheit (SDG Nr. 5), sauberes Wasser und Sanitär-Einrichtungen (SDG Nr. 6), Bezahlbare und saubere Energie (SDG Nr. 7), menschenwürdige Arbeit und Wirtschaftswachstum (SDG Nr. 8), Industrie, Innovation und Infrastruktur (SDG Nr. 9), Weniger Ungleichheiten (SDG Nr. 10), nachhaltige Städte und Gemeinden (SDG Nr. 11), nachhaltiger Konsum und Produktion (SDG Nr. 12), Maßnahmen zum Klimaschutz (SDG Nr. 13), Leben unter Wasser (SDG Nr. 14), Leben an Land (SDG Nr. 15), Frieden, Gerechtigkeit und starke Institutionen (SDG Nr. 16), Partnerschaften zur Erreichung der Ziele (SDG Nr. 17).
Im September 2015 verabschiedeten die 193 Mitgliedstaaten der Vereinten Nationen die Agenda 2030 für eine nachhaltige Entwicklung bis 2030. Es ist eine Agenda für die Menschen, für den Planeten, für Wohlstand, für Frieden und Partnerschaften (englisch: People, Planet, Prosperity, Peace, Partnership – „5 Ps“). Die Agenda greift die 17 Ziele für nachhaltige Entwicklung auf.
Die Agenda 2030 wird von einem Monitoring-System begleitet, das auf einer Liste von 232 globalen Monitoring-Indikatoren beruht, die auf einem Treffen vom 7. bis 10. März 2017 festgelegt wurden. Die Staaten sind aufgefordert, ihre eigenen Indikatoren für die Überwachung der SDGs auf nationaler Ebene festzulegen, je nach den Prioritäten, Gegebenheiten, Rechenkapazitäten und der Situation des jeweiligen Staates. Die Staaten sind aufgefordert, ihre eigenen Indikatoren für die Überwachung der SDGs festzulegen.
Für das Monitoring der Fortschritte Deutschlands bei der Erreichung der 17 Ziele für nachhaltige Entwicklung wurde das Statistische Bundesamt beauftragt. Dazu werden alle 2 Jahre nationale Nachhaltigkeitsberichte mit 78 Indikatoren publiziert.

## Gouvernance-Mechanismen
Nachhaltige Entwicklung kann auf verschiedene Weise implementiert werden: auf politischer Ebene, für Regionen, für Unternehmen oder sogar im persönlichen Leben. Die nachhaltige Entwicklung wurde zuerst für Regionen (auf dem Erdgipfel in Rio de Janeiro 1992,) und dann für Unternehmen und ihren Stakeholdern (auf dem Erdgipfel in Johannesburg) umgesetzt.

### Global
Historisch gesehen entstand die nachhaltige Entwicklung nach einer langen Periode globaler Verhandlungen24.
Die erste Weltkonferenz zur nachhaltigen Entwicklung, die im Nachhinein in „Erdgipfel“ umbenannt wurde, fand 1972 in Stockholm statt.
1992 wurden auf dem Erdgipfel in Rio de Janeiro die 27 Grundsätze der Rio-Erklärung zur nachhaltigen Entwicklung verkündet. Die drei Säulen der nachhaltigen Entwicklung werden zum ersten Mal auf internationaler Ebene formuliert und die Agenda 21 für lokale und regionale Gebietskörperschaften wird ausgearbeitet.
Auf dem Erdgipfel 2002 in Johannesburg sind zum ersten Mal auch große Unternehmen vertreten.
Auf diesen Treffen diskutieren Vertreter der Interessengruppen (NGOs, Staaten, dann Unternehmen) über die großen globalen Herausforderungen, aber auch über die Steuerungsformen, die in den Gebietskörperschaften und Unternehmen eingeführt werden sollen, um das Konzept der nachhaltigen Entwicklung konkret umzusetzen.
Zusätzlich zu diesen „allgemeinen“ Gipfeln finden in kürzeren Abständen Gipfel zu gezielteren Themen statt, wie der Weltwassergipfel oder die Vertragsstaatenkonferenz (COP).
NGOs und Umweltverbände, sind jedoch der Ansicht, dass diese Gipfeltreffen nicht ausreichen und dass zur Umsetzung der über 300 Konventionen und Verträge zum Umweltrecht und als Gegengewicht zur WTO eine internationale Institution mit verbindlichen Befugnissen geschaffen werden sollte, die „Weltumweltorganisation“ heißen könnte. Diese Weltumweltorganisation (WUO) wäre eine der wichtigsten Organisationen, für den globalen Umweltschutz.

### Europäische Union
In der Europäischen Union hat sich ein Teil des Umweltrechts durch europäische Harmonisierung in mehreren Schritten von den Mitgliedstaaten auf die europäische Ebene verlagert:
- Mit der Einheitlichen Europäischen Akte im Jahr 1987 wurden einige Zuständigkeiten der Staaten auf die EWG übertragen: Umwelt, Forschung und Entwicklung sowie Außenpolitik,
- Mit der Gründung der Europäischen Union 1993 wurde die Umwelt als Querschnittsaufgabe in der ersten Säule der Europäischen Union, der am stärksten integrierten Säule, durch EU-Verordnungen und EU-Richtlinien behandelt.
- Der Begriff nachhaltige Entwicklung taucht zum ersten Mal in einem EU-Text mit dem Vertrag von Amsterdam 1997 auf, der auch ein Protokoll über das Subsidiaritätsprinzip enthält.
- Auf dem Europäischen Rat von Göteborg im Jahr 2001 wurde beschlossen, dass die auf dem Europäischen Rat von Lissabon im Jahr zuvor definierte Strategie für eine wissensbasierte Wirtschaft das Ziel der nachhaltigen Entwicklung explizit beinhalten sollte. Somit wurde zumindest auf dem Papier der Zusammenhang zwischen nachhaltiger Entwicklung und Wissensmodellierung anerkannt. Der Rat richtete die Lissabon-Strategie neu auf nachhaltige Entwicklung aus, und ein Grünbuch der Europäischen Kommission befasste sich mit dem Thema der gesellschaftlichen Verantwortung für Unternehmen.

Die Auswirkungen der Umwelt auf so lebenswichtige Bereiche wie Wasser, Energie, Dienstleistungen, Landwirtschaft, Chemie usw. sind seit sehr langer Zeit bekannt: So gibt es z. B. in Frankreich seit dem 14. Jahrhundert die Verpflichtung, vor der Ansiedlung von umweltbelastenden Industrien öffentliche Untersuchungen zur Umweltverträglichkeit durchzuführen (Untersuchungen de comodo incomodo für Gerbereien), sowie eine viel ältere Wasser- und Forstverwaltung mit autonomen Regelungs- und Zwangsbefugnissen. Die Europäische Union hat sich einige Kompetenzen der Nationalstaaten angeeignet, um neue EU-Regelungen zu schaffen, die sie einheitlich gestalten will (Rahmenrichtlinien, Richtlinien, Verordnungen) und die die Mitgliedstaaten in ihren nationalen Gesetzen und Normen umsetzen müssen.
Die Europäische Union hat jeden Mitgliedsstaat aufgefordert, eine nationale Strategie für nachhaltige Entwicklung zu definieren und umzusetzen.
Das deutsche Statistische Bundesamt erstellt regelmäßig – zweijährlich – einen Bericht mit dem Titel Nachhaltige Entwicklung in Deutschland. Dieser beschreibt die Situation in Deutschland und die Nachhaltigkeitspolitik mittels Nachhaltigkeitsindikatoren.
Im Januar 2017 hat die Bundesregierung die aktuelle Nachhaltigkeitsstrategie verabschiedet – darin sind die Ziele Deutschlands zu allen 17 „Sustainable Development Goals“ (SDG)s festgelegt.

### Regionen
Seit dem Erdgipfel von Rio de Janeiro (1992) und der Unterzeichnung der Aalborg-Charta (1994) stehen die Regionen im Mittelpunkt der nachhaltigen Entwicklung. Mithilfe der Agenda 21 – einem Aktionsplan für die Politik der nachhaltigen Entwicklung für Gebietskörperschaften – sind Städtenetze und Stadtgemeinschaften in der Lage, Bedürfnisse zu artikulieren und Lösungen umzusetzen. Dazu können die Gebietskörperschaften mit Unternehmen, Universitäten und Hochschulen in Deutschland sowie mit Forschungszentren zusammenarbeiten, um innovative Lösungen für die Zukunft zu entwickeln.
Die lokalen Agendas 21, die lokalen Ableitungen der Agenda 21, können auf der Ebene einer Gemeinde, eines Landkreises oder eines Bundeslands umgesetzt werden. Sie werden in Absprache mit den lokalen Akteuren im Rahmen der partizipativen Demokratie festgelegt und laufen in mehreren Phasen ab:
- Festlegung der sozialen, ökologischen und wirtschaftlichen Probleme und Prioritäten des Gebiets;
- Erstellung eines genauen Aktionsplans, der auf diese Problematiken abzielt;
- Umsetzung des Aktionsplans;
- Bewertung und Anpassung der umgesetzten Maßnahmen.

Das erste große Modellprojekt zur Umsetzung der Nachhaltigkeit und der Studie „Zukunftsfähiges Deutschland“ war das vom Bundespräsident Roman Herzog ausgezeichnete Nationalprojekt, das Altmühltal-Agenda 21-Projekt (1995–1998) der Katholischen Universität Eichstätt-Ingolstadt, wo in 25 Projektbereichen über 100 Maßnahmen durchgeführt wurden. Auch starteten die ersten Lokale-Agenda-21-Prozesse, in denen lokale Nachhaltigkeitsstrategien erarbeitet bzw. beschlossen wurden.

### Unternehmen
Unternehmen verfügen über eine Interventionskapazität, die sich als wirksam für eine nachhaltige Entwicklung erweisen kann:
- Sie beteiligen sich durch ihre Investitionen direkt an der wirtschaftlichen Entwicklung;
- durch die Arbeitsbedingungen, die sie ihren Beschäftigten bieten, tragen sie zur Schaffung oder Verringerung sozialer Ungleichheiten bei;
- als Verbraucher natürlicher Ressourcen, Abfallerzeuger und Verursacher von Umweltverschmutzung verändern ihre Aktivitäten die Umwelt mehr oder weniger tiefgreifend.

Bei der Einhaltung von Zielen der nachhaltigen Entwicklung durch Unternehmen spricht man von der sozialen Verantwortung der Unternehmen (englisch: corporate social responsibility, CSR) oder gesellschaftliche Unternehmensverantwortung, da der Aspekt der Verantwortung nicht nur dem „sozialen“ Aspekt entspricht.
Corporate Social Responsibility ist ein Konzept, bei dem Unternehmen auf freiwilliger Basis soziale Belange, Umweltbelange und Fragen der guten Unternehmensführung in ihre Geschäftstätigkeit und in die Interaktion mit ihren Stakeholdern einbeziehen. Neben den regulatorischen und gesetzlichen Verpflichtungen gibt es ein ganzes Feld von Maßnahmen, die auf freiwilliger Basis möglich sind und sich insbesondere auf Normen stützen können.
Das Konzept der nachhaltigen menschlichen Entwicklung in Unternehmen wird aufgrund der zahlreichen Probleme mit Fehlzeiten, Stress und Burn-out aktuell. Sie steht in direktem Zusammenhang mit einem verantwortungsvollen Managementverhalten nach innen und außen.
2011 verabschiedeten die Vereinten Nationen die „UN-Leitprinzipien für Wirtschaft und Menschenrechte“ auf Initiative von John Ruggie, dem damaligen Sonderbeauftragten des Generalsekretärs der Vereinten Nationen für Wirtschaft und Menschenrechte und neben Kofi Annan einer der Mitbegründer des UN Global Compact. Sie sind auch unter den Namen „Ruggie-Prinzipien“ bekannt. Die Leitprinzipien haben seither als globaler Standard für nicht-bindendes Recht in diesem Bereich etabliert, und eine Reihe von Rechtsordnungen übernehmen ihre Elemente außerdem in bindendes Recht.
Seit Anfang 2024 wird die europäische Umsetzung der CSRD-Richtlinie (EU-Richtlinie zur Nachhaltigkeitsberichterstattung) zur weiteren rechtlich-bindenden Nachhaltigkeitsverpflichtungen für Unternehmen in Europa führen.

## Bildung für nachhaltige Entwicklung

### Im Unterricht
Im März 2005 wurde auf einem hochrangigen Treffen der Umwelt- und Bildungsminister in Vilnius (Litauen) eine europäische Strategie für Bildung für nachhaltige Entwicklung verabschiedet. Bildung wurde nicht nur als Menschenrecht, sondern auch als Voraussetzung für eine nachhaltige Entwicklung und als unverzichtbares Instrument für eine gute Governance, bessere Entscheidungsfindung und die Förderung der Demokratie dargestellt. Die Bildung für nachhaltige Entwicklung (BNE) führt zu einem größeren Problembewusstsein und einer größeren Autonomie, die es ermöglicht, neue Horizonte und Konzepte zu erforschen und neue Methoden zu entwickeln. Im August 2004 wurde bereits ein Rahmen für die Umsetzung dieser Strategie für Europa festgelegt. Auch für Afrika, die arabischen Staaten, Asien/Pazifik, Lateinamerika und die Karibik wurden Umsetzungsrahmen festgelegt.
Im September 2005 wurde der internationale Umsetzungsplan für die UN-Dekade „Bildung für nachhaltige Entwicklung“ auf einer Sitzung der UNESCO verabschiedet. Dieser Plan legte einen Rahmen für die Dekade 2005–2014 fest.
In den verschiedenen Mitgliedsstaaten der Europäischen Union wurden Maßnahmen zur Bildung in die nationale Strategie für nachhaltige Entwicklung aufgenommen. In Deutschland wurde das BNE zunehmend Bestandteil curricularer Vorgaben vieler Fächer. Dabei werden die nationalen Vorgaben auf unterschiedliche Weise von den einzelnen Bundesländern umgesetzt. In der Sekundarstufe I (Klasse 1-10) wird meist auf fächerübergreifende Kompetenzen gesetzt, wohingegen in der Sekundarstufe II der Fokus auf den Fächern Politische Bildung/Sozialkunde/Wirtschaft, Geographie und Biologie legt.
Auf Ebene der deutschen Hochschulen wurde nachhaltige Entwicklung meist nur in die Lehramtsausbildung integriert. In anderen europäischen Ländern wird die nachhaltige Entiwckung auch auf der Hochschulebene vorgeschrieben und umgesetzt. In französischen Ingenieurschulen werden die Schüler beispielsweise durch die Verbreitung der Ethik-Charta des Ingenieurs über ihre zukünftigen Verpflichtungen informiert, in der es heißt: "Der Ingenieur schreibt seine Handlungen in einen Ansatz der "nachhaltigen Entwicklung" ein. Artikel 55 des Hochschulgesetzes vom 3. August 2009 besagt: "Die Hochschuleinrichtungen werden bis zum Beginn des Schuljahres 2009 einen "grünen Plan" für den Campus ausarbeiten. Die Universitäten und Grandes Écoles können sich um ein Label auf der Grundlage von Kriterien der nachhaltigen Entwicklung bewerben".

### Zivilgesellschaft
In der Zivilgesellschaft sind es Vereine und Nichtregierungsorganisationen, die zur Sensibilisierung der Öffentlichkeit beitragen. Die großen NGOs (WWF, BUND, Greenpeace, Caritas, Brot für die Welt, Amnesty International …) setzen ihre gesellschaftliche Verantwortung um und organisieren regelmäßig Sensibilisierungskampagnen zu bestimmten Aspekten der nachhaltigen Entwicklung. Die Internetseiten dieser Organisationen sind darüber hinaus große Mobilisierungsinstrumente. Die im Internet frei zugänglichen Tools zur Berechnung des ökologischen Fußabdrucks oder des Kohlenstoff-Fußabdrucks helfen dabei, das Ausmaß des Umweltproblems bewusst zu machen. Andere zivilgesellschaftliche Akteure bemühen sich ebenfalls um die Verbreitung des Fachwissens der Agenda 2030.

## Messung
Die nachhaltige Entwicklung ist ein komplexer Begriff, der verschiedene Realitäten abdeckt: Reduktion von Treibhausgasen, Schutz der Artenvielfalt, Schutz der Menschenrechte etc. Dies erklärt die extreme Schwierigkeit, ein allgemeines System von Indikatoren aufzubauen, das geeignet ist, die Gesamtheit der nachhaltigen Entwicklung für alle Sektoren sinnvoll zu beschreiben. Die Messung der Fortschritte auf dem Weg zur nachhaltigen Entwicklung sollte dabei nach den Bellagio-Prinzipien erfolgen.

### BIP: ein ausschließlich ökonomischer Indikator
Das Bruttoinlandsprodukt ist ein allgemein verwendeter Indikator für das Wirtschaftswachstum in der volkswirtschaftlichen Gesamtrechnung, der einen Großteil der wirtschaftlichen Überlegungen und Strategien bestimmt, aber seine Verwendung hat auch negative Auswirkungen auf die politische Entscheidungsfindung und die internationalen Beziehungen. Je nachdem, ob das BIP steigt oder sinkt, spricht man von einem Wachstum oder einer Rezession. Das BIP soll das langfristige Wirtschaftswachstum messen, berücksichtigt aber nur unzureichend die Veränderung des Naturkapitals (möglicherweise fossilen), welches ein langfristiger Effekt ist. Nicht zuletzt aus diesem Grund wird das BIP von einigen Autoren kritisiert, die auf seine Grenzen bei der effektiven Messung des Wohlstands eines Landes hinweisen.
Das BIP wird durch Aggregation der Wertschöpfung der Unternehmen berechnet, die wiederum in der volkswirtschaftlichen Gesamtrechnung aus der Produktion und den Vorleistungen errechnet wird. Indikatoren für nachhaltige Entwicklung wie die der Global Reporting Initiative oder die vom CSR-Richtlinie-Umsetzungsgesetz in Deutschland geforderten Indikatoren werden in diese Berechnungen nicht einbezogen.
Es stellt sich also die Frage, ob das BIP ein geeignetes Instrument zur Messung der nachhaltigen Entwicklung ist. Unzulänglichkeiten des BIP als Maßstab für langfristiges Wachstum sind der Grund für die Überlegungen zu einem grünen BIP. Diese Fragen wurden etwa im Rahmen der Stiglitz-Sen-Fitoussi-Kommission gestellt.
Die deutsche Bundesregierung führt das BIP als einen der Schlüsselindikatoren der deutschen Nachhaltigkeitsstrategie auf. In Deutschland wird über die Verwendung neuer Indikatoren nachgedacht, darunter der ökologische Fußabdruck.
Europa hat angekündigt, dass es ab 2010 einen Index veröffentlichen wird, der die Umweltbelastung (Treibhausgasemissionen, Reduzierung von Naturräumen, Luftverschmutzung, Abfallproduktion, Ressourcenverbrauch, Wasserverbrauch und Wasserverschmutzung) abbildet und die Veröffentlichung des europäischen BIP begleiten wird.

### Neue Wohlstandsindizes
Die klassischen makroökonomischen Instrumente (z. B. BIP) erweisen sich als unzureichend und in manchen Fällen sogar als defizitär, um die nachhaltige Entwicklung zu messen: So erscheint das Wirtschaftswachstum in manchen Fällen von den Zielen der nachhaltigen Entwicklung abgekoppelt oder sogar entgegengesetzt.
Es geht also darum, neue Indikatoren zu entwickeln, die die Wirksamkeit einer Politik der nachhaltigen Entwicklung am besten wiedergeben können. Es wurden mehrere Indizes erstellt, die sich jeweils auf eine oder mehrere „Säulen“ der nachhaltigen Entwicklung beziehen:
- In der ökonomischen Dimension ist es möglich, der Umwelt einen monetären Wert zu geben, man spricht dann von Naturkapital[67] oder von einem grünen BIP[68];
- In der Umwelt-Dimension gibt es die folgenden Indikatoren:
  - der Umweltleistungsindex,[69]
  - die CO2-Bilanz oder die ausgestoßenen Tonnen CO2 (persönliche CO2-Bilanz für Privatpersonen),
  - der Energieverbrauch,
  - der ökologische Fußabdruck, die Biokapazität und das ökologische Defizit – die Differenz zwischen dem ökologischen Fußabdruck und der Biokapazität – (oder der ökologische Überschuss, wenn die Biokapazität größer ist als der ökologische Fußabdruck);
  - der Living Planet Index (LPI), ein Indikator für den Zustand der globalen Biodiversität, der zwischen 1978 und 2020 einen Rückgang der weltweiten Wirbeltierpopulationen (Fische, Vögel, Säugetiere, Amphibien und Reptilien) um 73 Prozent zeigt.[70]
- In der sozialen Dimension gibt es den Index der menschlichen Entwicklung (der den Wohlstand, die Alphabetisierungsrate und die Gesundheit einer Bevölkerung misst), den Gini-Koeffizienten, den Index der nachhaltigen wirtschaftlichen Wohlfahrt und den Indikator echten Fortschritts.

Jeder Index ist jedoch in gewisser Weise fragwürdig: Die Art und Weise, wie die Daten aggregiert werden, drückt eine Voreingenommenheit aus. Was ist ein „in der nachhaltigen Entwicklung fortgeschrittenes“ Land? Ist es ein Land, das wenig Ressourcen verbraucht (wie Bangladesch), oder ist es ein Land mit vielen geschützten Nationalparks (wie die USA) ?

### Indikatoren und Normen
Die mikroökonomische Messung der nachhaltigen Entwicklung für Unternehmen kann über die Kriterien der Global Reporting Initiative erfolgen, die 79 Wirtschaftsindikatoren umfasst. Darüber hinaus hat die OECD wichtige Arbeiten zu Umweltindikatoren durchgeführt und zu diesem Zweck das DPSIR entwickelt.
Die wichtigsten Normen und Zertifizierungen, die von Unternehmen angewendet werden können, sind die Umweltnorm ISO 14001, die Norm für Energiemanagement ISO 50001, die Qualitätsnorm ISO 9001, die Norm ISO 45001 für Gesundheit und Sicherheit am Arbeitsplatz sowie der Standard SA 8000 für Ethik und Soziales.
Im Jahr 2010 wurde ein neuer Standard zur gesellschaftlichen Verantwortung von Unternehmen, ISO 26000, veröffentlicht. Diese Norm integriert die Themen gesellschaftliche Verantwortung, Unternehmensführung und Ethik auf breiterer Basis.
Darüber hinaus können Unternehmen von gesellschaftlichen Ratingagenturen bewertet werden, die bei ihrer Bewertung nichtfinanzielle Kriterien (Umwelt- und Sozialkriterien) berücksichtigen. Die Unternehmen werden von diesen Agenturen auf der Grundlage ihrer Nachhaltigkeitsberichte oder anderer Dokumente, die eine Beurteilung der wirtschaftlichen, ökologischen und sozialen Leistung ermöglichen, beurteilt. Das gesellschaftliche Rating wird dann von den Anlegern genutzt, um Wertpapierportfolios zusammenzustellen, die als sozial verantwortliche Investitionen oder ethisches Investment (SRI) bezeichnet werden.

## Philatelistisches
Mit dem Erstausgabetag 6. Februar 2020 gab die Deutsche Post AG zum Thema Nachhaltige Entwicklung ein Sonderpostwertzeichen im Nennwert von 80 Eurocent heraus. Der Entwurf stammt vom Grafiker Florian Pfeffer aus Bremen.

### Philosophische und ethische Aspekte
- Ethik
- Geschäftsethik
- Umweltethik
- Naturphilosophie

### Governance
- Weltgipfel
- Ziele für nachhaltige Entwicklung
- Nachhaltigkeitsstrategie
- Nachhaltigkeitsmanagement
- Gesellschaftliche Unternehmensverantwortung
- Weltumweltorganisation

### Politische und juristische Aspekte
- Recht der Natur
- Umweltrecht
- Bundesnaturschutzgesetz

### Ökologische Säule
- Umwelt
- Ökologie
- Umweltschutz
- Ökologische Modernisierung
- Millennium Ecosystem Assessment
- Ökologischer Fußabdruck
- Erneuerbare Energien
- Kraft-Wärme-Kopplung
- Punktualismus
- Quartäre Aussterbewelle
- Erdüberlastungstag
- Umweltmanagement
- Recycling
- Grünes Gebäude

### Soziale Säule
- Sozialwissenschaften
- Humankapital
- Sozial verantwortliches Investment
- Entwicklungstheorie
- Familienplanung

### Ökonomische Säule
- Ökologische Ökonomie
- Fairer Handel
- Ökomodernismus
- Tobin-Steuer
- Greenwashing
- CO2-Preis mit Klimaprämie (Klimageld)
- Energiewende

### Kulturelle Säule
- Bildung für nachhaltige Entwicklung
- Immaterielles Kulturerbe
- Stiftung für Umwelterziehung
- Umweltbildung

### Religiöse Aspekte
- Papst Benedikt XVI, Enzyklika Caritas in veritate
- Papst Franziskus, Enzyklika Laudato si' (2015)
- Bewahrung der Schöpfung